# Let Me Down Slowly
"Let Me Down Slowly" é uma canção do cantor e compositor americano Alec Benjamin, originalmente lançada como versão solo em 2018 e incluída em sua mixtape Narrated for You antes de ser relançada como um dueto com a cantora canadense Alessia Cara no início de 2019. A Billboard chamou a faixa de "hit vulnerável" de Benjamin.

## Antecedentes
Benjamin escreveu a música em 2017 sobre uma experiência com uma ex-namorada. Foi uma das músicas que a Atlantic Records ouviu antes de contratá-lo.  A música foi produzida por Sir Nolan, com produção adicional de Aaron Z e co-escrita por Benjamin com Michael Pollack e Sir Nolan.

## Vídeo de música
O videoclipe da versão solo foi lançado em 4 de junho de 2018 e da versão em dueto em 6 de fevereiro de 2019. Benjamin e Cara fizeram um vídeo para uma versão acústica da música, que foi lançada duas semanas depois.

## Lista de faixas
- Download digital[4]

1. "Let Me Down Slowly" - 2:49

- Download digital[5]

1. "Let Me Down Slowly" (com Alessia Cara ) - 2:49